# Adamów (Węgrów)
Pour les articles homonymes, voir Adamów.
Adamów  ([aˈdamuf]) est un village polonais situé dans la gmina de Wierzbno dans le powiat de Węgrów et en voïvodie de Mazovie dans le centre-est de la Pologne.
Le village compte une population de 36 habitants en 2021.
De 1975 à 1998, le village appartenait administrativement à la voïvodie de Siedlce.